# Březina (kraj środkowoczeski)
Březina – gmina w Czechach, w powiecie Mladá Boleslav, w kraju środkowoczeskim. Według danych z dnia 1 stycznia 2013 liczyła 388 mieszkańców.